# Іванов Петро Олегович
Петро Олегович Іванов (12 липня 1996, Ніжин, Чернігівська область) — український боксер. Чемпіон світу з боксу у другій середній вазі за версією WBC Youth і професійний боксер з України. Станом на червень 2023 року він є чемпіоном світу за версією IBF International у суперсередній вазі. Зараз українець посідає 7-е місце у світовому рейтингу IBF, 21-ше у WBC, 7-е в EBU і 14-е в IBO.
Дебютувавши на професіоналі в 2014 році, Іванов переміг Луї Тутена технічним нокаутом у 9-му раунді, ставши чемпіоном світу WBC серед молоді в суперсередньому колі в 2018 році. У минулому українець володів кількома поясами, в тому числі чемпіоном світу WBC серед молоді, срібним чемпіоном WBC International і міжнародний чемпіон WBC у суперсередній вазі.
Петро Іванов боксує в Німеччині з 2019 року, живучи в Києві, Україна. З липня 2022 року проживає в Карлсруе, Німеччина.
У 2023 році він став амбасадором Ready to Fight, боксерської платформи на основі блокчейну, створеної Сергієм Лапіним та Олександром Усиком. Ця платформа ефективно підтримує потреби боксерської спільноти, знаходячи суперника для спарингу чи двобою, обговорюючи та затверджуючи умови співпраці та заробляючи на цьому гроші.

## Аматорська кар'єра
У 18 років Іванов вирішив піти у професійний бокс, оскільки з дитинства хотів вийти на ринг, як брати Кличко. Він мріяв відчути енергію величезної арени, наповненої вболівальниками боксу, і заслужити овації глядачів після кожної перемоги.

## Професійна кар'єра
На професійному ринзі дебютував у 2014 році, під керівництвом тренера Сергій Михайлович Городнічов   пропрацювавши з ним до січня 2017.
8 грудня 2018 року в поєдинку за вакантний титул чемпіона світу серед юніорів за версією WBC у 9-му раунді нокаутував француза Луї Тутена (фр. Louis Toutin; 12-1, 11 КО).
З 2019 року, працює під керівництвом тренера Олександра Ліхтера.
11 жовтня 2019 року провів свій перший захист пояса WBC серед молоді проти словака Володимира Белуйського, у 5 раунді соперник був нокаутований.
Він пояснює свій успіх професійним керівництвом свого тренера Олександра Ліхтера та підтримкою свого менеджера Максима Михайлова та промоутера Faechersport Management.
У серпні 2020 року Іванов переміг Романа Шкарупу одноголосним рішенням суддів після восьми раундів. Цю подію «Big Boxing Night» проводив Usyk17 Promotion від чемпіона у важкій вазі Олександра Усика. Також на ринг вийшли Владислав Сіренко, Олександр Захожий, Віктор Вихрист, Даніель Лапін, Олег Малиновський та Андрій Великовський.
Іванов здобув свій новий міжнародний срібний титул WBC у бою проти Юсуфа Кангуеля в жовтні 2020 року. У четвертому раунді Іванов здивував Кангуеля своїми потужними хуками, аперкотами та ударами головою та переміг нокаутом.
У серпні 2021 року Іванов прийняв наступний бій за титул WBC International Super Middle в Еггенштайн-Леопольдсхафен. Українець потужно протистояв Рафаелю Амарільясу Ортісу з Мексики, який програв лише тричі з вісімнадцяти боїв. Петро Іванов здобув свою чотирнадцяту перемогу з шістнадцяти боїв (дві нічиї) і забезпечив свій третій титул WBC після того, як раніше був молодіжним чемпіоном WBC та міжнародним срібним чемпіоном.
У липні 2022 року Іванов вийшов на ринг Erdinger Boxnacht в Ердінгу, щоб поборотися за міжнародний титул IBF проти Роберта Таларека з Польщі. Демонструючи першокласні комбінації, Іванов переміг у четвертому раунді, закріпивши перемогу технічним нокаутом. Потім втрутився рефері Роберт Хойл, який офіційно оголосив Івано новим міжнародним чемпіоном IBF.
У червні 2023 року Іванов зберіг свій міжнародний титул IBF проти Джино Кантерса, перемігши нокаутом у 12 раундах. Іванов домінував у всіх 12 раундах завдяки своїй високій активності, потужності ударів, точності та комбінаціям. Кантерс був занадто зайнятий захистом. З меншою силою ударів і точністю він не міг вирішити бій.
Станом на 2023 рік Петро Іванов має міжнародний титул IBF у суперсередній вазі та офіційно посідає сьоме місце в рейтингу IBF.

## Рекорд професійного боксу
| Номер | Результат | Рекорд | Суперник                | Спосіб | Кругла, час   | Дата             | Місце проведення                                                                    | Примітки                                                                                                   |  |
| ----- | --------- | ------ | ----------------------- | ------ | ------------- | ---------------- | ----------------------------------------------------------------------------------- | --- |  |
| 21    | Поразка   | 18–1–2 | Ослейс Іглесіас         | TKO    | 5 (12), 0:40  | 7 листопада 2024 | Montreal Casino, Монреаль, Квебек, Канада                                           | Бій за титул чемпіона світу за версією IBO в другій середній ваговій категорії.                            |  |
| 20    | Перемога  | 18–0–2 | Хуан Боада              | TKO    | 4 (10), 2:36  | 28 жовтня 2023   | Zenith Motorworld München, Мюнхен, Баварія, Німеччина                               | |  |
| 19    | Перемога  | 17–0–2 | Джино Кантерс           | KO     | 12 (12), 2:55 | 24 червня 2023   | Stadthalle Rostock, Росток, Мекленбург-Передня Померанія, Німеччина                 | Захистив титул чемпіона за версією IBF International в другій середній ваговій категорії.                  |  |
| 18    | Перемога  | 16–0–2 | Роберт Таларек          | TKO    | 4 (12), 2:19  | 2 липня 2022     | Stadtwerke Arena, Ердінг, Баварія, Німеччина                                        | Завоював вакантний титул чемпіона за версією IBF International в другій середній ваговій категорії.        |  |
| 17    | Перемога  | 15–0–2 | Нуху Лаваль             | RTD    | 1 (10), 3:00  | 22 січня 2022    | Boxclub Home of Champions-Ka, Еггенштайн-Леопольдсгафен, Баден-Вюртембер, Німеччина | |  |
| 16    | Перемога  | 14–0–2 | Рафаель Амарільяс Ортіс | KO     | 3 (12)        | 31 липня 2021    | Boxclub Home of Champions-Ka, Еггенштайн-Леопольдсгафен, Баден-Вюртембер, Німеччина | Завоював вакантний титул чемпіона за версією WBC International Silver в другій середній ваговій категорії. |  |
| 15    | Перемога  | 13–0–2 | Юсуф Кангуель           | KO     | 4 (10), 1:44  | 16 жовтня 2020   | Palazzohalle, Карлсруе, Баден-Вюртемберг, Німеччина                                 | Завоював вакантний титул чемпіона за версією WBC International Silver в другій середній ваговій категорії. |  |
| 14    | Перемога  | 12–0–2 | Роман Шкарупа           | UD     | 8 (8)         | 1 серпня 2020    | Equides Club, Лісники, Україна                                                      | |  |
| 13    | Перемога  | 11–0–2 | Володимир Белуйський    | TKO    | 5 (10), 1:46  | 11 жовтня 2019   | Palazzohalle, Карлсруе, Баден-Вюртемберг, Німеччина                                 | Захистив титул молодіжного чемпіона світу за версією WBC в другій середній ваговій категорії.              |  |
| 12    | Перемога  | 10–0–2 | Луї Тутен               | TKO    | 9 (10), 1:53  | 8 грудня 2018    | Palais des sports Marcel Cerdan, Леваллуа-Перре, О-де-Сен, Франція                  | Завоював вакантний титул молодіжного чемпіона світу за версією WBC в другій середній ваговій категорії.    |  |
| 11    | Нічиїх    | 9–0–2  | Ігор Кудрицький         | MD     | 8 (8)         | 14 квітня 2018   | National Olympic Team Training Centre, Конча-Заспа, Україна                         | |  |
| 10    | Перемога  | 9–0–1  | Бошко Місіч             | KO     | 2 (8), 1:16   | 20 січня 2018    | Parkovy Convention Centre, Київ, Україна                                            | |  |
| 9     | Перемога  | 8–0–1  | Микола Коренєв          | UD     | 8 (8)         | 23 вересня 2017  | National Olympic Team Training Centre, Конча-Заспа, Україна                         | |  |
| 8     | Перемога  | 7–0–1  | Владислав Єрьоменко     | TKO    | 6 (8), 2:58   | 21 липня 2017    | National Olympic Team Training Centre, Конча-Заспа, Україна                         | |  |
| 7     | Перемога  | 6–0–1  | Володимир Романенко     | TKO    | 2 (6), 1:51   | 22 квітня 2017   | Parkovy Convention Centre, Київ, Україна                                            | |  |
| 6     | Нічиїх    | 5–0–1  | Раміль Гаджиєв          | SD     | 8 (8)         | 15 жовтня 2016   | Sports School #4, Рівне, Україна                                                    | |  |
| 5     | Перемога  | 5–0    | Давіт Рібаконі          | TKO    | 1 (4), 1:33   | 23 квітня 2016   | Палац спорту, Київ, Україна                                                         | |  |
| 4     | Перемога  | 4–0    | Бека Адуашвілі          | UD     | 6 (6)         | 29 серпня 2015   | Палац спорту, Київ, Україна                                                         | |  |
| 3     | Перемога  | 3–0    | Сергій Шевчук           | UD     | 4 (4)         | 18 квітня 2015   | Палац спорту, Київ, Україна                                                         | |  |
| 2     | Перемога  | 2–0    | Леван Шонія             | UD     | 4 (4)         | 13 грудня 2014   | Палац спорту, Київ, Україна                                                         | |  |
| 1     | Перемога  | 1–0    | Андрій Данічкін         | TKO    | 1 (4), 1:58   | 4 жовтня 2014    | Арена Львів, Львів, Україна                                                         | |  |